# Liste der Landschaftsschutzgebiete im Kreis Wesel
Die Liste der Landschaftsschutzgebiete im Kreis Wesel enthält die Landschaftsschutzgebiete des Kreises Wesel in Nordrhein-Westfalen.

## Liste
| Bild                                                                       | Nummer        | Bezeichnung des Gebietes                                                                                     | Fläche in Hektar | WDPA-ID   | Koordinaten | Datum der Verordnung |
| -------------------------------------------------------------------------- | ------------- | --- | ---------------- | --------- | ----------- | -------------------- |
|                                                                            | LSG-4204-0001 | LSG Seenlandschaft bei Bislich                                                                               | 993,6616         | 555553581 | Position    | 2009                 |
|                                                                            | LSG-4405-145  | LSG Saalhofer Ley                                                                                            | 70,217           |           | Position    | 1991                 |
|                                                                            | LSG-4405-146  | LSG Hörstgenshof, Elmendorf, Geilingshof                                                                     | 15,082           |           | Position    | 1991                 |
|                                                                            | LSG-4405-147  | LSG Nördlich von Alpsray                                                                                     | 3,2564           |           | Position    | 1991                 |
|                                                                            | LSG-4405-148  | LSG Südliche Heidecker Ley                                                                                   | 4,3368           |           | Position    | 1991                 |
|                                                                            | LSG-4405-157  | LSG Dachsberg                                                                                                | 29,1035          |           | Position    | 1991                 |
|                                                                            | LSG-4405-158  | LSG Issumer Fleuth, südlich von Kamperbrück                                                                  | 45,509           |           | Position    | 1991                 |
|                                                                            | LSG-4405-159  | LSG Waldgebiet südlich des Hohen Busches                                                                     | 26,7133          |           | Position    | 1991                 |
|                                                                            | LSG-4405-160  | LSG Am Kloster Kamp                                                                                          | 4,7946           |           | Position    | 1991                 |
|                                                                            | LSG-4405-161  | LSG Hoher Busch                                                                                              | 62,1104          |           | Position    | 1991                 |
|                                                                            | LSG-4404-156  | LSG Fossa Eugeniana, nördlich Dachsberg                                                                      | 4,6873           |           | Position    | 1991                 |
| weitere Bilder                                                             | LSG-4405-0001 | LSG Mühlohlsley                                                                                              | 52,1317          | 555554006 | Position    | 2009                 |
|                                                                            | LSG-4405-0002 | LSG Gathsche Ley, Kolk bei Borth, Achterste Weide                                                            | 55,1455          | 555691048 | Position    | 2009                 |
| LSG Waldfläche bei Damm                                                    | LSG-4405-0003 | LSG Waldfläche bei Damm                                                                                      | 56,8715          | 555554008 | Position    | 2009                 |
|                                                                            | LSG-4405-0004 | LSG Alpsche Ley                                                                                              | 26,1739          | 555554009 | Position    | 2009                 |
|                                                                            | LSG-4405-0005 | LSG Drüptsche Ley, Rheinberger Ley                                                                           | 62,7757          | 555554010 | Position    | 2009                 |
|                                                                            | LSG-4405-0006 | LSG Niederung bei Alpsray, Heidecker Ley, Fossa Eugeniana                                                    | 48,8175          | 555638521 | Position    | 2009                 |
| weitere Bilder                                                             | LSG-4405-0007 | LSG Rheinvorland an der Momm und Rheinauenwald                                                               | 106,0707         | 555554012 | Position    | 2009                 |
|                                                                            | LSG-4405-0008 | LSG Baggersee bei Millingen und Wald-Offenlandkomplex am Loisberg                                            | 48,0319          | 555554013 | Position    | 2009                 |
|                                                                            | LSG-4405-0009 | LSG Rheinberger Heide                                                                                        | 135,8184         | 555554014 | Position    | 2009                 |
|                                                                            | LSG-4405-0010 | LSG Orsoyer Rheinbogen und Eversael                                                                          | 438,4879         | 555554015 | Position    | 2009                 |
|                                                                            | LSG-4405-0011 | LSG Moersbach, Winterswicker Abzugsgraben, Niepgraben, Grintgraben                                           | 273,9824         | 555554016 | Position    | 2009                 |
|                                                                            | LSG-4405-0012 | LSG Haus Wolfskuhlen und Baggerseen südlich Budberg                                                          | 223,9653         | 555554017 | Position    | 2009                 |
|                                                                            | LSG-4405-0013 | LSG Spanische Schanzen, Peldenhof und Baggerseen östlich Budberg                                             | 64,7803          | 555554018 | Position    | 2009                 |
|                                                                            | LSG-4405-0014 | LSG Haferbruchsee                                                                                            | 96,7292          | 555554019 | Position    | 2009                 |
|                                                                            | LSG-4405-144  | LSG Nördliche Heidecker Ley                                                                                  | 26,6643          |           | Position    | 1991                 |
|                                                                            | LSG-4405-162  | LSG Niersenberg                                                                                              | 19,0842          |           | Position    | 1991                 |
|                                                                            | LSG-4405-163  | LSG Fossa Eugeniana an der Rheinberger Straße                                                                | 12,1095          |           | Position    | 1991                 |
|                                                                            | LSG-4405-164  | LSG Laukenshof                                                                                               | 7,1025           |           | Position    | 1991                 |
|                                                                            | LSG-4405-165  | LSG Nördlich Vogelsangberg                                                                                   | 18,3938          |           | Position    | 1991                 |
|                                                                            | LSG-4405-166  | LSG Rossenrayer Feld                                                                                         | 129,8009         |           | Position    | 1991                 |
|                                                                            | LSG-4405-168  | LSG Fossa Eugeniana, Eyllsche Kendel, Haus Eyll, Littardsche Kendel                                          | 18,0122          |           | Position    | 1991                 |
|                                                                            | LSG-4405-180  | LSG Impler Berg                                                                                              | 11,5694          | 555561050 | Position    | 1991                 |
| weitere Bilder                                                             | LSG-4405-181  | LSG Halde Pattberg                                                                                           | 41,3967          | 555561051 | Position    | 1991                 |
|                                                                            | LSG-4405-182  | LSG Rheinkamper Feld                                                                                         | 65,2938          |           | Position    | 1991                 |
|                                                                            | LSG-4405-183  | LSG Rheinkamper Moersbachaue und Lohkanal                                                                    | 67,3876          |           | Position    | 1991                 |
| Anrathskanal                                                               | LSG-4405-185  | LSG Anrathskanal                                                                                             | 103,7676         |           | Position    | 1991                 |
|                                                                            | LSG-4406-0004 | LSG Rheinvorland bei Orsoy                                                                                   | 25,3578          | 555554046 | Position    | 2009                 |
|                                                                            | LSG-4406-0005 | LSG Lohkanal, Orsoyer Berg, Ohlmannshof                                                                      | 55,2692          | 555554047 | Position    | 2009                 |
|                                                                            | LSG-4406-0006 | LSG Im Bruch – südlich entlang des Lohberger Entwässerungsgrabens                                            | 5,1516           | 555554048 | Position    | 2009                 |
| LSG Oberlohberg                                                            | LSG-4406-0007 | LSG Oberlohberg                                                                                              | 239,9392         | 555554049 | Position    | 2009                 |
|                                                                            | LSG-4406-0008 | LSG Wehofer-, Hiesfelderbruch, Hühnerheide und Landgraben                                                    | 176,736          | 555554050 | Position    | 2009                 |
|                                                                            | LSG-4204-0002 | LSG Hagener Meer/Galgenberg                                                                                  | 104,6499         | 555553582 | Position    | 2004                 |
|                                                                            | LSG-4204-0008 | LSG Wolfstrang                                                                                               | 408,9138         | 555553588 | Position    | 2004                 |
|                                                                            | LSG-4204-0015 | LSG Husen | 60,7334          | 555553593 | Position    | 2004                 |
|                                                                            | LSG-4204-0016 | LSG Grünlandniederung Gesthuysen und Vynsche Ley                                                             | 33,307           | 555553594 | Position    | 2004                 |
|                                                                            | LSG-4204-0017 | LSG Niederung Hohe Ley und Heckgraben                                                                        | 139,3368         | 555553595 | Position    | 2004                 |
|                                                                            | LSG-4205-0001 | LSG Werther Bruch                                                                                            | 629,4388         | 555553596 | Position    | 2004                 |
|                                                                            | LSG-4205-0002 | LSG Randbereiche des Diersfordter Waldes und Wittenhorster Graben                                            | 829,3058         | 555553597 | Position    | 2009                 |
|                                                                            | LSG-4205-0003 | LSG Isselniederung                                                                                           | 1586,9108        | 555553598 | Position    | 2004                 |
|                                                                            | LSG-4205-0004 | LSG Risswald/Bislicher Wald                                                                                  | 192,1261         | 555553599 | Position    | 2004                 |
|                                                                            | LSG-4205-0005 | LSG Leitgraben                                                                                               | 387,718          | 555553600 | Position    | 2004                 |
|                                                                            | LSG-4205-0006 | LSG Dingender und Brüner Höhen                                                                               | 1992,7287        | 555553601 | Position    | 2004                 |
|                                                                            | LSG-4205-0007 | LSG Isselniederung, Drevenacker Landwehr                                                                     | 753,1005         | 555553602 | Position    | 2009                 |
|                                                                            | LSG-4206-0001 | LSG Stammshutte                                                                                              | 315,7285         | 555553603 | Position    | 2004                 |
|                                                                            | LSG-4206-0002 | LSG Issel | 199,1075         | 555553604 | Position    | 2004                 |
|                                                                            | LSG-4206-0003 | LSG Brünen Ost                                                                                               | 1568,8236        | 555553605 | Position    | 2004                 |
|                                                                            | LSG-4206-0004 | LSG Forstrevier Steinberge                                                                                   | 339,4481         | 555553606 | Position    | 2004                 |
|                                                                            | LSG-4207-0001 | LSG Forst Gewerkschaft Augustus                                                                              | 820,4387         | 555553611 | Position    | 2004                 |
|                                                                            | LSG-4404-0004 | LSG Winkelscher Busch und Brandhorst                                                                         | 230,6379         | 555553991 | Position    | 2004                 |
|                                                                            | LSG-4404-0005 | LSG Kapellsche Bruch/Hamber Bruch                                                                            | 243,4766         | 555553992 | Position    | 2004                 |
|                                                                            | LSG-4404-0006 | LSG Helmes Ley                                                                                               | 10,0859          | 555553993 | Position    | 2004                 |
|                                                                            | LSG-4404-0009 | LSG Bönninghardt, Haagscher Berg, Passberg                                                                   | 607,5018         | 555553994 | Position    | 2009                 |
|                                                                            | LSG-4404-0010 | LSG Ehemalige Bahndämme nördlich von Alpen und Menzelen                                                      | 44,1725          | 555553995 | Position    | 2009                 |
|                                                                            | LSG-4404-0011 | LSG Höhenrand der Bönninghardt und der Leucht                                                                | 123,2533         | 555553996 | Position    | 2009                 |
|                                                                            | LSG-4404-142  | LSG nordwestlich der Leucht                                                                                  | 133,6382         |           | Position    | 1991                 |
| weitere Bilder                                                             | LSG-4404-143  | LSG Die Leucht                                                                                               | 1065,2964        | 555561039 | Position    | 1991                 |
|                                                                            | LSG-4404-149  | LSG Nenneper Fleuth mit Haus Frohnenbruch, Kolkmannsfeld, Frohnenbroicher Heide u. nördl. Hoerstgener Kendel | 88,9585          |           | Position    | 1991                 |
| Issumer Fleuth                                                             | LSG-4404-150  | LSG Issumer Fleuth und Mönchschall                                                                           | 81,6183          |           | Position    | 1991                 |
|                                                                            | LSG-4404-152  | LSG Bärlag                                                                                                   | 100,0139         | 555561040 | Position    | 1991                 |
|                                                                            | LSG-4404-153  | LSG Hoerstgener Kendel, nördlich der Hoerstgener Straße                                                      | 15,8672          | 555561041 | Position    | 1991                 |
|                                                                            | LSG-4404-154  | LSG Hoerstgener Kendel, südlich der Hoerstgener Straße                                                       | 76,6571          |           | Position    | 1991                 |
| weitere Bilder                                                             | LSG-4404-155  | LSG Noppicker Feld, Spanische Schanze                                                                        | 37,4178          | 555589489 | Position    | 1991                 |
| LSG Schwarzer Graben, Borthsche Ley                                        | LSG-4305-0004 | LSG Schwarzer Graben, Borthsche Ley                                                                          | 481,1073         | 555553793 | Position    | 2009                 |
|                                                                            | LSG-4305-0005 | LSG Elverische Höfe                                                                                          | 23,1782          | 555553794 | Position    | 2009                 |
|                                                                            | LSG-4305-0006 | LSG Spellener Dünen                                                                                          | 9,1502           | 555553795 | Position    | 2009                 |
|                                                                            | LSG-4305-0007 | LSG Ork, Spellen, Unteremelsum, Mehr, Löhnen, Mehrum, Götterswickerhamm, Haus Ahr und                        | 841,4928         | 555553796 | Position    | 2009                 |
|                                                                            | LSG-4305-0008 | LSG Auesee                                                                                                   | 187,4146         | 555553797 | Position    | 2009                 |
|                                                                            | LSG-4305-0009 | LSG Flürener Heide                                                                                           | 157,345          | 555553798 | Position    | 2009                 |
|                                                                            | LSG-4305-0010 | LSG Poll, Ginderichswardt                                                                                    | 224,9896         | 555553799 | Position    | 2009                 |
| LSG Alt-Büderich, Zur Bauerschaft und ehemalige Bahntrasse                 | LSG-4305-0011 | LSG Alt-Büderich, Zur Bauerschaft und ehemalige Bahntrasse                                                   | 105,8228         | 555553800 | Position    | 2009                 |
|                                                                            | LSG-4305-0012 | LSG Rheinvorland östlich Büderich                                                                            | 16,8362          | 555553801 | Position    | 2009                 |
| LSG Wackenbruch, Krudenburger Wald, Aaper Busch, Randbereiche der Lippeaue | LSG-4305-0013 | LSG Wackenbruch, Krudenburger Wald, Aaper Busch, Randbereiche der Lippeaue                                   | 410,4991         | 555553802 | Position    | 2009                 |
|                                                                            | LSG-4305-0014 | LSG Wesel-Datteln-Kanal, Lippedorf                                                                           | 164,5048         | 555553803 | Position    | 2009                 |
|                                                                            | LSG-4305-0020 | LSG Der Huck                                                                                                 | 26,6885          | 555553804 | Position    | 2009                 |
|                                                                            | LSG-4306-0002 | LSG Holthauser und Speller Heide                                                                             | 139,6279         | 555553805 | Position    | 2009                 |
|                                                                            | LSG-4306-0003 | LSG Issel | 438,9063         | 555553806 | Position    | 2004                 |
| LSG Sträterei, Grafschaft, Lingelmannstraße                                | LSG-4306-0004 | LSG Sträterei, Grafschaft, Lingelmannstraße                                                                  | 715,7098         | 555553807 | Position    | 2009                 |
|                                                                            | LSG-4306-0006 | LSG Westlich Schermbeck                                                                                      | 4205,3356        | 555553808 | Position    | 2004                 |
|                                                                            | LSG-4306-0007 | LSG Waldkomplexe bei Drevenack                                                                               | 304,662          | 555553809 | Position    | 2004                 |
|                                                                            | LSG-4306-0008 | LSG Lippeaue                                                                                                 | 666,2774         | 555553810 | Position    | 1974                 |
|                                                                            | LSG-4306-0009 | LSG Bruckhauser/Bucholtwelmener Ebene                                                                        | 1150,4153        | 555553811 | Position    | 2004                 |
|                                                                            | LSG-4306-0010 | LSG Hauptterrasse südlich Hünxe                                                                              | 3336,1179        | 555553812 | Position    | 2004                 |
|                                                                            | LSG-4306-0011 | LSG Möllen und Wohnungswald                                                                                  | 337,2253         | 555553813 | Position    | 2009                 |
| Waldweg zum Soldatengrab                                                   | LSG-4306-0012 | LSG Egerheide, Schlägersheide und Schlägerhardt                                                              | 507,8836         | 555553814 | Position    | 2009                 |
|                                                                            | LSG-4307-0004 | LSG Schermbeck-Ost                                                                                           | 123,992          | 555553818 | Position    | 2004                 |
|                                                                            | LSG-4307-0006 | LSG Brackenberg                                                                                              | 32,5237          | 555553820 | Position    | 2004                 |
|                                                                            | LSG-4307-0007 | LSG Südlich Gahlen                                                                                           | 380,2541         | 555553821 | Position    | 2004                 |
|                                                                            | LSG-4303-0001 | LSG Veen-Sonsbecker-Bruch                                                                                    | 456,2283         | 555553756 | Position    | 2004                 |
|                                                                            | LSG-4304-0001 | LSG Steinchensbusch                                                                                          | 24,7041          | 555553766 | Position    | 2004                 |
|                                                                            | LSG-4304-0002 | LSG Niederung Körvesley/Marienbaumergraben                                                                   | 27,7034          | 555553767 | Position    | 2004                 |
|                                                                            | LSG-4304-0003 | LSG Niederung Pistley                                                                                        | 47,8159          | 555553768 | Position    | 2004                 |
|                                                                            | LSG-4304-0004 | LSG Leybach-System                                                                                           | 405,6164         | 555553769 | Position    | 2004                 |
|                                                                            | LSG-4304-0005 | LSG Stadtveen                                                                                                | 243,4614         | 555553770 | Position    | 2004                 |
| weitere Bilder                                                             | LSG-4304-0006 | LSG Sonsbecker Schweiz                                                                                       | 506,9867         | 555553771 | Position    | 2004                 |
|                                                                            | LSG-4304-0007 | LSG Südlicher Taschenwald                                                                                    | 177,7939         | 555553772 | Position    | 2004                 |
|                                                                            | LSG-4304-0008 | LSG Hufscher Berg/Löwenberg                                                                                  | 261,1064         | 555553773 | Position    | 2004                 |
|                                                                            | LSG-4304-0009 | LSG Clossenwoy                                                                                               | 7,0005           | 555553774 | Position    | 2004                 |
|                                                                            | LSG-4304-0010 | LSG Eichenwald am Grenzdyck                                                                                  | 3,9309           | 555553775 | Position    | 2009                 |
|                                                                            | LSG-4304-0012 | LSG Marwick, Loh, Mars, Harsumer Graben, Schlossanlage Diersfordt                                            | 211,0267         | 555553776 | Position    | 2009                 |
|                                                                            | LSG-4304-0022 | LSG Veensche Ley, Veener Ley und Veen-Winnenthaler Ley                                                       | 94,3427          | 555553777 | Position    | 2009                 |
|                                                                            | LSG-4304-0023 | LSG Südlich Passenstraße und Veendyk                                                                         | 186,2992         | 555553778 | Position    | 2009                 |
|                                                                            | LSG-4304-0024 | LSG Birkenkampsley, Hockenderley, Winnenthaler Kanal                                                         | 240,8302         | 555553779 | Position    | 2009                 |
|                                                                            | LSG-4304-0027 | LSG Tannenspeet/Großenbusch                                                                                  | 124,9697         | 555553780 | Position    | 2004                 |
|                                                                            | LSG-4304-0028 | LSG Boxteler Bahn zwischen Gemeindegrenze Uedem und Xanten/Trajanstraße                                      | 11,2746          | 555553781 | Position    | 2004                 |
| weitere Bilder                                                             | LSG-4304-0031 | LSG Bislicher Insel                                                                                          | 134,1043         | 555553782 | Position    | 2004                 |
|                                                                            | LSG-4304-0032 | LSG Landwehren südlich der Weseler Straße                                                                    | 21,5017          | 555553783 | Position    | 2004                 |
|                                                                            | LSG-4304-0033 | LSG Parkanlage Burg Winnenthal und Winnenthaler Kanal                                                        | 56,8372          | 555553784 | Position    | 2004                 |
|                                                                            | LSG-4304-0034 | LSG Offenland zwischen der Hees und Fürstenberg                                                              | 337,4562         | 555553785 | Position    | 2004                 |
| weitere Bilder                                                             | LSG-4304-0035 | LSG Die Hees                                                                                                 | 251,767          | 555553786 | Position    | 2004                 |
|                                                                            | LSG-4304-0036 | LSG Latzenbusch                                                                                              | 60,781           | 555553787 | Position    | 2004                 |
|                                                                            | LSG-4304-0040 | LSG Niederungen südlich und östlich Grenzdyck                                                                | 216,9851         | 555553788 | Position    | 2004                 |
|                                                                            | LSG-4304-013  | LSG Feldgehölze bei Willich                                                                                  | 2,2924           |           | Position    | 1982                 |
|                                                                            | LSG-4305-0001 | LSG Elverische Höfe                                                                                          | 11,0674          | 555553790 | Position    | 2009                 |
|                                                                            | LSG-4305-0002 | LSG Leygraben                                                                                                | 51,1681          | 555553791 | Position    | 2009                 |
|                                                                            | LSG-4305-0003 | LSG Menzeler Heide                                                                                           | 17,7828          | 555553792 | Position    | 2009                 |
|                                                                            | LSG-4504-167  | LSG Damm an der ehemaligen Bahnlinie und angrenzende Feldgehölze westlich und südlich der B 510              | 28,3081          |           | Position    | 1991                 |
|                                                                            | LSG-4505-0003 | LSG Bettenkamp                                                                                               | 19,6571          |           | Position    | 1973                 |
|                                                                            | LSG-4505-0004 | LSG Eicker Wiesen                                                                                            | 22,1841          |           | Position    | 1973                 |
|                                                                            | LSG-4505-0006 | LSG Niephauser Feld                                                                                          | 14,4555          |           | Position    | 1973                 |
| Schloss Bloemersheim                                                       | LSG-4505-040  | LSG Littardsche Kendel, Eylische Kendel und Schloss Bloemersheim                                             | 18,2071          |           | Position    | 1991                 |
|                                                                            | LSG-4505-169  | LSG Waldbestand nördlich der Motocross-Rennbahn                                                              | 5,1574           |           | Position    | 1991                 |
|                                                                            | LSG-4505-170  | LSG Ehemalige Bahntrasse am Eyller Berg                                                                      | 9,2639           | 555561190 | Position    | 1991                 |
|                                                                            | LSG-4505-171  | LSG Eyller Berg                                                                                              | 41,1951          | 555561191 | Position    | 1991                 |
|                                                                            | LSG-4505-172  | LSG Kleine Goorley, südlich Parsickgraben, Anrathskanal                                                      | 47,2744          |           | Position    | 1991                 |
|                                                                            | LSG-4505-173  | LSG Spörkmanns Veen                                                                                          | 3,4763           |           | Position    | 1991                 |
|                                                                            | LSG-4505-174  | LSG Vinnmannshof westlich der Norddeutschlandstraße                                                          | 7,973            |           | Position    | 1991                 |
|                                                                            | LSG-4505-175  | LSG Waldbestand nördlich und südlich der Rayer Straße                                                        | 40,3459          |           | Position    | 1991                 |
|                                                                            | LSG-4505-176  | LSG Vinnbruchgraben und ehemaliger Bahndamm im Niephauser Feld                                               | 31,9005          |           | Position    | 1991                 |
|                                                                            | LSG-4505-177  | LSG Am Landwehrgraben nördlich Haarbeckstraße                                                                | 15,7176          |           | Position    | 1991                 |
|                                                                            | LSG-4505-178  | LSG Anrathskanal südlich der Rayer Straße                                                                    | 24,8461          |           | Position    | 1991                 |
|                                                                            | LSG-4505-184  | LSG Repelener Moersbach-Durchstich                                                                           | 10,2622          |           | Position    | 1991                 |
|                                                                            | LSG-4505-186  | LSG Genender Bahndamm                                                                                        | 11,1911          |           | Position    | 1991                 |
|                                                                            | LSG-4505-187  | LSG Balderbruchgraben                                                                                        | 107,7519         |           | Position    | 1991                 |
|                                                                            | LSG-4505-188  | LSG Hülsdonker Büschchen                                                                                     | 9,079            | 555561196 | Position    | 1991                 |
|                                                                            | LSG-4505-189  | LSG Wiesfurthgraben und Dong                                                                                 | 155,6335         |           | Position    | 1991                 |
|                                                                            | LSG-4505-190  | LSG Abgrabung Mühlenfeld                                                                                     | 29,1937          | 555561197 | Position    | 1991                 |
| weitere Bilder                                                             | LSG-4505-191  | LSG Halde Norddeutschland                                                                                    | 94,5603          | 555561198 | Position    | 1991                 |
|                                                                            | LSG-4505-192  | LSG Plankendickskendel, Hochkamer Landwehr und Köhrrahmsley                                                  | 157,1789         |           | Position    | 1991                 |
|                                                                            | LSG-4505-193  | LSG Schwanenbrückskendel und Gülixberg                                                                       | 32,8769          |           | Position    | 1991                 |
|                                                                            | LSG-4505-194  | LSG Vluynbusch                                                                                               | 248,9182         |           | Position    | 1991                 |
|                                                                            | LSG-4505-196  | LSG Köhrrahmsley                                                                                             | 26,4904          |           | Position    | 1991                 |
|                                                                            | LSG-4505-197  | LSG Spickerbruch                                                                                             | 25,8837          |           | Position    | 1991                 |
|                                                                            | LSG-4505-198  | LSG Neufelder Straße                                                                                         | 10,1836          |           | Position    | 1991                 |
|                                                                            | LSG-4505-200  | LSG Donke Hasselt                                                                                            | 95,0676          |           | Position    | 1991                 |
|                                                                            | LSG-4505-201  | LSG Am Hesselfeld                                                                                            | 67,4996          |           | Position    | 1991                 |
|                                                                            | LSG-4505-202  | LSG Klingerhuf                                                                                               | 32,9563          | 555561202 | Position    | 1991                 |
|                                                                            | LSG-4505-203  | LSG Neukirchener Kanal                                                                                       | 47,3603          | 555561203 | Position    | 1991                 |
|                                                                            | LSG-4505-204  | LSG Am Paschbusch                                                                                            | 42,1173          |           | Position    | 1991                 |
|                                                                            | LSG-4505-205  | LSG Utforter Moersbachniederung                                                                              | 86,382           |           | Position    | 1991                 |
| LSG Waldsee                                                                | LSG-4505-206  | LSG Waldsee                                                                                                  | 85,5411          | 555561204 | Position    | 1991                 |
| weitere Bilder                                                             | LSG-4505-207  | LSG Halde Rheinpreußen                                                                                       | 51,1794          | 555561205 | Position    | 1991                 |
|                                                                            | LSG-4505-208  | LSG Gertbachniederung                                                                                        | 24,5696          |           | Position    | 1991                 |
|                                                                            | LSG-4505-209  | LSG Vinner Feld                                                                                              | 12,2878          | 555561207 | Position    | 1991                 |
|                                                                            | LSG-4505-210  | LSG Süsselheide                                                                                              | 63,1326          | 555561208 | Position    | 1991                 |
|                                                                            | LSG-4505-211  | LSG Ophülsgraben, Hagenscher Graben, Achterrathsheide                                                        | 172,2296         | 555561209 | Position    | 1991                 |
|                                                                            | LSG-4505-212  | LSG Klietbruch                                                                                               | 107,3438         | 555561210 | Position    | 1991                 |
|                                                                            | LSG-4505-214  | LSG Weimannsfeld, Stockrahmsfeld                                                                             | 10,1253          |           | Position    | 1991                 |
|                                                                            | LSG-4505-215  | LSG Achterrathsheidegraben                                                                                   | 68,0508          |           | Position    | 1991                 |
|                                                                            | LSG-4505-216  | LSG Kapellener Moersbachniederung                                                                            | 138,774          |           | Position    | 1991                 |
| weitere Bilder                                                             | LSG-4505-217  | LSG Aubruchkanal und Schwafheimer Kendel                                                                     | 68,5157          |           | Position    | 1991                 |
| weitere Bilder                                                             | LSG-4505-218  | LSG Lauersforter Wald                                                                                        | 140,7429         | 555561213 | Position    | 1991                 |
|                                                                            | LSG-4505-219  | LSG Vinngraben                                                                                               | 20,8179          |           | Position    | 1991                 |
| weitere Bilder                                                             | LSG-4505-220  | LSG Schwafheimer Seenplatte                                                                                  | 82,2305          | 555561214 | Position    | 1991                 |
|                                                                            | LSG-4505-222  | LSG See am Schwarzen Weg                                                                                     | 11,9724          |           | Position    | 1991                 |
|                                                                            | LSG-4506-221  | LSG Essenberger Bruchgraben                                                                                  | 3,1763           | 555561216 | Position    | 1991                 |
|                                                                            | LSG-4605-213  | LSG Luiter Feld                                                                                              | 17,4219          |           | Position    | 1991                 |